# Clementine Ford
Clementine Ford (n. 29 iunie 1979) este o actriță americană. Ea devine cunoscută prin rolul Molly Kroll în filmul "Showtime's The L Word". În aprilie 2009, a jucat în telenovela "Tânăr și neliniștit" rolul lui Mackenzie Browning. Clementina este fiica managerului David Ford și a actriței Cybill Shepherd.

## Filmografie

### Televiziune
- The Young and the Restless (2009-2010) - Mackenzie Browning Abbott Hellstrom
- The L Word (2007-2009) - Molly Kroll
- House M.D. (2004) - Samantha Campbell
- Crossing Jordan (2003)
- Cybill (1998) - Leah

### Filme cinema
- The Latin & the Gringo (2010) - Deb
- Girltrash: All Night Long (2010) - Xan
- Last Goodbye (2004) - Agnes Shelby
- Bring It On (2000)
- Cherry Falls (2000) - Annette Duwald
- American Pie (1999) - Computer Girl

## Premii
- Globul de aur (1998)